# Museu Nacional do Azulejo
O Museu Nacional do Azulejo, em Lisboa, é um dos mais importantes museus de Portugal, pela sua colecção singular, dedicada ao azulejo, expressão artística diferenciadora da cultura portuguesa, e pelo edifício ímpar em que se encontra instalado, o antigo Convento da Madre de Deus, fundado em 1509 pela rainha D. Leonor (1458-1525).
No acervo, destaque para um painel de azulejos representa uma panorâmica de Lisboa antes do terramoto de 1755.
Em 2022, registou 202.900 entradas, sendo um dos monumentos mais visitados do país.

## História do MNAz

### De anexo daCasa Piaa anexo doMuseu Nacional de Arte Antiga
Após as intervenções de José Maria Nepomuceno e de Liberato Telles, os edifícios do Convento e Igreja da Madre de Deus foram sendo objecto de inúmeras reparações e alteração dos espaços sempre como parte integrante do Asilo D. Maria Pia. Para o local foram sendo conduzidos e armazenados painéis de azulejo, provenientes de outros locais, que inicialmente se destinavam à decoração do interior do edifício, mas que acabaram por ali permanecer guardados em caixotes.
Surgiu, então a hipótese de colocar sob a tutela do Museu Nacional de Arte Antiga diversos monumentos, a fim de poder ser feita a sua salvaguarda patrimonial, ficando estabelecido, numa carta do seu director João Couto datada de 15 de Dezembro de 1954, que a Igreja e dependências da Madre de Deus, em Xabregas, deveriam ser consideradas como anexos do Museu Nacional de Arte Antiga.

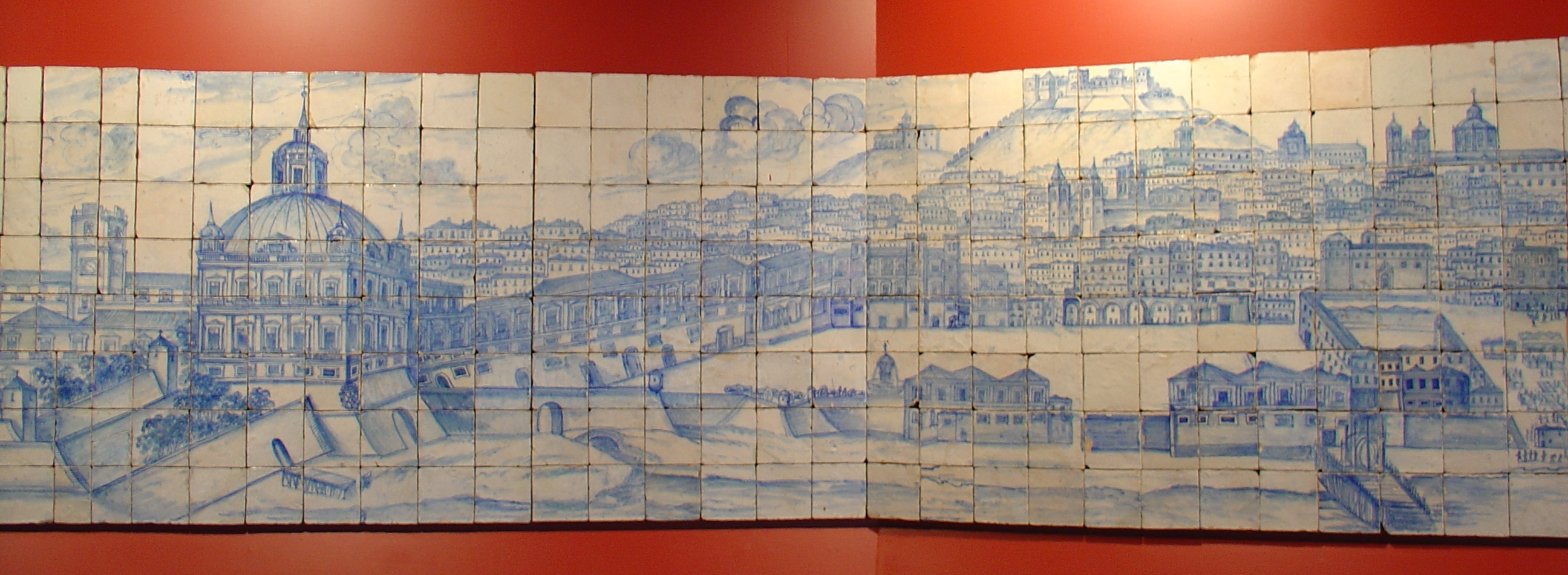
Terreiro do Paço, Lisboa antes do terramoto de 1755.

### Os 500 anos do nascimento da Rainha D. Leonor
Com o objectivo de realizar uma exposição comemorativa dos 500 anos do nascimento da Rainha D. Leonor a Fundação Calouste Gulbenkian custeou as despesas com grandes obras de restauro, designadamente, no claustro e pinturas, da Igreja da Madre de Deus.
No ano de 1957 iniciaram-se os trabalhos preparatórios tendo-se considerado dever classificar todo o conjunto como monumento nacional, e por despacho ministerial de homologação no dia 12 de Novembro de 1957, ficou determinado a sua integração no Museu Nacional de Arte Antiga através de orientações políticas específicas de salvaguarda patrimonial.
Quando, no dia 7 de Janeiro de 1958, a exposição terminou, os edifícios foram entregues à tutela daquele museu, tendo sido logo levantada a questão de aproveitamento dos espaços para a instalação de um Museu do Azulejo.

### Um museu de azulejos
Procedeu-se à transferência dos azulejos para a Madre de Deus, tendo-se ocupado da montagem e organização o Engenheiro João Miguel dos Santos Simões, vogal efectivo da Academia Nacional de Belas-Artes, responsável pela Brigada de Estudos de Azulejaria da Fundação Calouste Gulbenkian e conservador-ajudante do Museu Nacional de Arte Antiga.
Em 1965, o Director–Geral do Ensino Superior e das Belas Artes, concluindo que iria estudar a possibilidade de abrir o Museu ao público, na parte dada como montada, considerou indispensável criar determinadas condições para as suas concretização.
Numa informação datada de 12 de Dezembro de 1967, Santos Simões refere-se à exposição, ocorrida a 30 de Setembro, sobre o Museu do Azulejo, informando que ainda que este possa ser aberto ao público, tal como se encontra, conviria que se abreviassem os trabalhos de pequenas reparações e acabamentos.
No dia 3 de Fevereiro de 1971, Santos Simões, numa carta dirigida à directora do Museu Nacional de Arte Antiga, solicita a necessidade de haver uma reunião urgente entre todas as instituições intervenientes no Convento da Madre de Deus/Museu do Azulejo, de forma a ser revisto o problema da sua imperiosa inauguração. De modo a continuar as tarefas iniciadas por Santos Simões, Rafael Salinas Calado, foi convidado, em 1973, por Maria José Mendonça para se ocupar da Secção de Cerâmica do Museu Nacional de Arte Antiga, localizada desde 1959 no antigo Convento da Madre de Deus.
O Decreto-Lei n.º 404/80, de 26 de Setembro, concedeu ao Museu do Azulejo a emancipação, tornando-o nacional e autonomizando-o em relação ao Museu Nacional de Arte Antiga, do qual constituía um anexo desde 18 de Dezembro de 1965.

## O edifício

### A fundação
Fundado por iniciativa da Rainha D. Leonor (1458-1525), mulher de D. João II e irmã de D. Manuel, o espaço conventual da Madre de Deus começou por ser constituído por algumas casas e horta compradas à viúva de Álvaro da Cunha, no qual se constituiu um núcleo modesto com o objectivo de albergar um pequeno grupo de freiras Franciscanas Descalças da primeira Regra de Santa Clara, recém-chegadas do convento de Jesus em Setúbal. A igreja, espaço fundamental para a comunidade, só mais tarde veio a ser completada.
O sítio onde crescia o conjunto monástico da Madre de Deus, constituía um dos mais aprazíveis lugares do termo de Lisboa, banhado pelo rio e povoado de hortas e pomares que abasteciam a cidade. Do núcleo primitivo do mosteiro pouco se sabe hoje em dia, embora seja seguro afirmar que a sua planta repete a do Mosteiro da Rosa e, apenas um registo iconográfico que relata a chegada das relíquias de Santa Auta ao convento, facto que na realidade ocorreu em 1517, nos mostra um edifício com imprecisões na representação arquitectónica visível ao nível das proporções, e um certo exagero decorativo.
O conjunto arquitectónico deixado por D. Leonor, à data da sua morte, era verdadeiramente exíguo, e as queixas das freiras levaram à realização de uma grande campanha de remodelação empreendida por D. João III.

### A campanha de D. João III
Segundo a documentação de época, D. João III ordenou ao Arquitecto Diogo de Torralva que traçasse uma nova igreja para a Madre de Deus, de dimensões mais amplas e com um novo coro. As crónicas conventuais informam ainda que a antiga igreja de D. Leonor foi adaptada a sala do capítulo. Também desta campanha data o claustro com as suas varandas de pedraria e devotíssimas capellas.
Nascia assim, um edifício de raiz clássica com uma capela-mor de planta quadrada, coberta por uma cúpula, cujo tambor seria rasgado por janelas que as freiras pediram ao Rei para encerrar, pois sentiam muito a devassa. A própria articulação da capela-mor com o corpo da igreja, de nave única, remete para os modelos Serlianos. De igual forma, o claustro reflecte os modelos clássicos, não só a nível da nova escala como também na linguagem arquitectónica.
A devoção ao convento foi tão sentida por D. João III que mandou construir um passadiço do Paço contíguo para a igreja a fim de poder assistir à missa da tribuna real. Nas palavras de Frei Jerónimo de Belém para melhor expressar o seu amor "se mandou retratar, e á Rainha sua mulher e em dous quadros se achão os seus retratos no coro".

### "Uma igreja toda cosida em ouro"
Nos finais do século XVII, o Rei D. Pedro II acudiu de novo às freiras clarissas do Mosteiro da Madre de Deus mandando-o reparar quasi todo de novo. Para o efeito, chamou João Rebello de Campos, Procurador da Mitra do Bispo D. Jerónimo Soares e detentor de um grande génio para delinear plantas para edifícios, segundo Diogo Barbosa de Machado.
Esta campanha fez-se sobretudo sentir a nível decorativo, pois data desta época (cª 1670-1690) a execução das pinturas dos tectos da igreja, coro-alto e corpo da igreja da oficina de Marcos da Cruz e Bento Coelho da Silveira. Os painéis de azulejos holandeses foram colocados em 1686 a expensas de Luís Correia da Paz, deputado do tribunal da Junta do Comércio do Brasil que, em troca, recebeu das freiras a licença de se fazer sepultar, juntamente com os membros da sua família, em hum carneiro e sepultura em a igreja do convento. Para além das pinturas e azulejos, a igreja recebeu altares de talha dourada, bem como douramento nas molduras das pinturas que decoravam a igreja e o coro-alto.
Em 1707, Frei Agostinho de Santa Maria deu o seu testemunho perante as obras barrocas seiscentistas: a igreja he hum céu aberto; não só pela espiritual consolação que recebem as suas almas todos os que nella entrão, mas ainda nos ornatos, aceyo e riqueza della, que está toda cozida em ouro; e ornada de ricas e excelentes pinturas.
O reinado de D. João V trouxe novas campanhas decorativas ao Mosteiro. Sob a supervisão do Padre José Pacheco da Cunha construiu-se uma nova sacristia (1746-1750) para onde trabalharam o pintor André Gonçalves, o Mestre entalhador Félix Adauto da Cunha, o carpinteiro António da Silva, o Mestre Serralheiro Manuel da Rocha e os lavrantes Luís João e Amaro Gonçalves. Em paralelo, a talha do coro-alto e da igreja (arco do cruzeiro) começou também a ser renovada por estes anos. A este sacristão deve-se também a campanha decorativa da Casa do Ante-coro com pinturas figurando a Vida de Santo António atribuídas à oficina de André Gonçalves.
O Terramoto de 1755 provocou alguma ruína no edifício, em particular a igreja com o desabamento de paredes meias com o coro, a destruição do altar-mor, a queda de pinturas do tecto da igreja e do coro-alto.
O Rei D. José custeou as obras de arranjo que consistiram na execução de uma nova tribuna, restauro e produção de novas pinturas. Nesta campanha participaram, de novo, o pintor André Gonçalves e o entalhador Félix Adauto, bem como os douradores Vicente Ribeiro, José Joaquim e o carpinteiro Mestre Bernardino. Aos primeiros artistas está documentada a pintura de três novos painéis a óleo para a igreja e a execução do púlpito de talha dourada, respectivamente.
Todo este conjunto produzia nos fiéis grande emoção devido à decoração total dos espaços, característica do Barroco, e à riqueza dos materiais (azul dos azulejos, o dourado da talha, a policromia das pinturas a óleo) contribuindo para exemplificar o conceito de arte total.

### O Asilo D. Maria Pia
O século XIX trouxe ao edifício profundas modificações institucionais e funcionais, tendo a extinção das ordens religiosas, em 1834, posto fim às actividades cultuais daquela Instituição.
A partir de 1896 deu-se início a amplas obras de restauro destinadas à conversão dos espaços disponíveis e a sua adaptação a uma nova utilização civil – a instalação do Asilo D. Maria Pia, segundo uma atitude historicista entendível numa cultura tardo-romântica que vigorava na altura.
Para o local foram sendo conduzidos e armazenados painéis de azulejo, que inicialmente se destinavam à decoração dos espaços, mas que acabaram por ali permanecer guardados em caixotes.

### O MNAz
Nos inícios do século XX, a fim de poder ser feita a sua salvaguarda patrimonial, diversos monumentos foram colocados sob a tutela do Museu Nacional de Arte Antiga, ficando estabelecido, que a Igreja e dependências da Madre de Deus, em Xabregas, deviam ser consideradas como anexos daquele museu nacional.
Com as comemorações do quinto centenário do nascimento da rainha D. Leonor, a Fundação Calouste Gulbenkian custeou grandes obras no claustro do convento, a fim de ali ser realizada uma grande exposição evocativa. Quando, no dia 7 de Janeiro de 1958, a exposição terminou, foi, de imediato, levantada a questão do aproveitamento daqueles espaços par a instalação de um Museu do Azulejo.
Sob a atenta e conhecedora orientação do Eng. João Miguel dos Santos Simões, o Museu do Azulejo foi crescendo, sala a sala, conquistando o espaço ocupado pelas oficinas do asilo D. Maria Pia.
Por fim, no dia 26 de Setembro de 1980, o Museu do Azulejo emancipa-se, tornando-se Nacional e autonomizando-se em relação ao Museu Nacional de Arte Antiga, do qual constituía um anexo desde 18 de Dezembro de 1965.
Tal como qualquer organismo, os edifícios também precisam de crescer, de se modificar, de se valorizar, concentrando em si mesmos de lugares memória e de vivências passadas, tornando-se, por tudo isto, espaços vivos.